# Cantón de Cadours
El cantón de Cadours era una división administrativa francesa que estaba situada en el departamento de Alto Garona y la región de Mediodía-Pirineos.

## Composición
El cantón estaba formado por dieciséis comunas:
- Bellegarde-Sainte-Marie
- Bellesserre
- Brignemont
- Cabanac-Séguenville
- Cadours
- Caubiac
- Cox (Alto Garona)
- Drudas
- Garac
- Lagraulet-Saint-Nicolas
- Laréole
- Le Castéra
- Le Grès
- Pelleport
- Puysségur
- Vignaux

## Supresión del cantón de Cadours
En aplicación del Decreto n.º 2014-152 de 13 de febrero de 2014, el cantón de Cadours fue suprimido el 22 de marzo de 2015 y sus 16 comunas pasaron a formar parte del nuevo cantón de Léguevin.